# Janusz Kruk

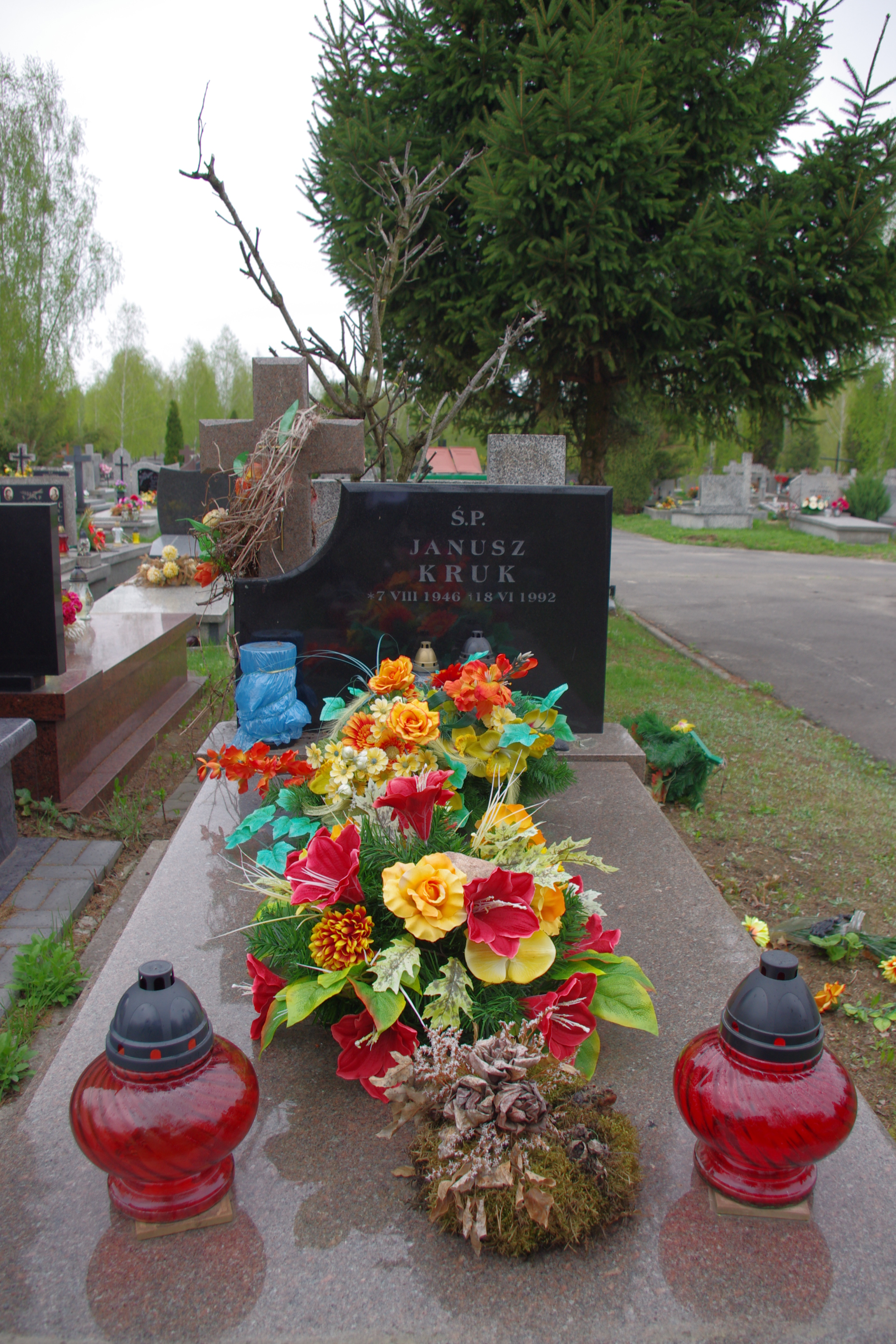
Grób muzyka i wokalisty Janusza Kruka (1946–1992) – lidera zespołu 2 plus 1, na cmentarzu komunalnym Północnym w Warszawie

Janusz Kruk (ur. 7 sierpnia 1946  w Warszawie, zm. 18 czerwca 1992 tamże) – polski muzyk, kompozytor, wokalista i lider zespołu 2 plus 1.

## Życie zawodowe
Ukończył średnią szkołę muzyczną w Warszawie, w klasie kontrabasu. Przez pewien okres pracował jako instruktor amatorskich zespołów muzycznych. Zanim rozpoczął profesjonalną karierę muzyczną, grał w różnych zespołach studenckich.
W latach 1968–1970 działał w założonym przez siebie zespole Warszawskie Kuranty, w którym występował razem z Elżbietą Dmoch. W styczniu 1971 para nawiązała współpracę z Andrzejem Rybińskim, co dało początek nowemu zespołowi – 2 plus 1, który stał się jedną z najpopularniejszych polskich grup XX wieku.
Był wokalistą, gitarzystą, a także kompozytorem 2 plus 1. Skomponował muzykę do większości utworów zespołu, m.in. suitę Aktor, poświęconą Zbigniewowi Cybulskiemu.
Pod koniec życia Kruk zaczął pisać muzykę do przedstawień teatralnych. Skomponował m.in. tło muzyczne do spektaklu Szaleństwa pana Hilarego, opartego na utworze Juliana Tuwima. Sztuka miała swoją premierę w październiku 1987.

## Życie prywatne
Był trzykrotnie żonaty. Z pierwszego związku pochodzi jego córka Liliana Chyłek. W marcu 1973 wziął drugi raz ślub: z Elżbietą Dmoch. Nie mieli dzieci. Małżeństwo z Dmoch przetrwało do drugiej połowy lat 80. Wtedy to muzyk opuścił piosenkarkę i założył nową rodzinę. Ze swoją trzecią żoną Barbarą Dąbrowską miał dwóch synów Erwina i Emila. Janusz i Elżbieta pozostali przyjaciółmi.
W 1979 otrzymał Srebrny Krzyż Zasługi.
Od dłuższego czasu chorował na serce. Zmarł na zawał serca 18 czerwca 1992. Został pochowany na cmentarzu komunalnym Północnym w Warszawie.